# Битка при Аквилония
Битката при Аквилония (на латински: Aquilonia) се провежда през 293 пр.н.е. при град Аквилония в провинция Авелино, регион Кампания, Италия по време на Третата самнитска война между самнитите и Римската република, в която побеждават римските консули Луций Папирий Курсор, Спурий Карвилий Максим и проконсулът в Самниум Луций Волумний Флама Виолент.
Ливий пише:
Caesa illo die ad Aquiloniam Samnitium mila viginti trecenti quadraginta, capta tria milia octingenti septuaginta, signa militaria nonaginta septem.
Nocte oppidum ab hostibus desertum est.
Caesa illo die ad Aquiloniam Samnitium mila viginti trecenti quadraginta, capta tria milia octingenti septuaginta, signa militaria nonaginta septem.